# Єврейська геральдика

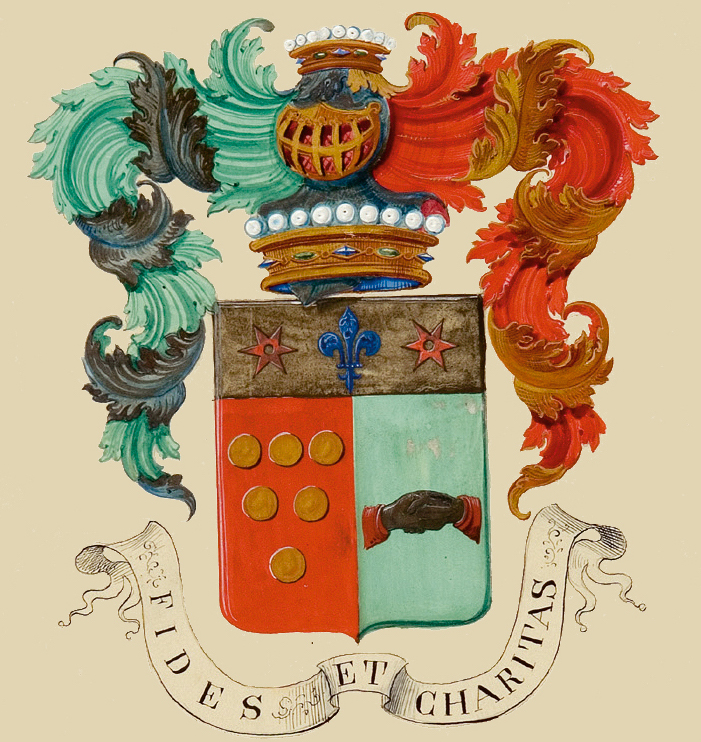
Герб родини Камондо (династія), французько-італійської єврейської знаті оттоманського походження

Єврейська геральдика — традиція та стиль в геральдиці притаманний єврейському населенню Європи та (у новій історії) за рубежом. Включає в себе національний герб Держави Ізраїль, шляхетські та бюргерські герби, синагогальну геральдику, геральдичні зображення та описи. Єврейська геральдика, як правило, знаходилась під впливом країни свого походження, але у той же час часто містила загальні єврейські символи, такі як Лев Юди або Зірку Давида.

## Історія

Герб сера Мозеса Монтефіоре, британського фінансиста і філантропа XIX ст. На гербі зображено дві Зірки Давида і прапори з написом «ירושלים» («Єрусалим»)

Родові знаки євреїв згадуються ще в Біблії (Чис. 2:2). Тим не менш, традиція їх використання була перервана, а в діаспоральний період історії євреї почали використовувати геральдику пізніше за навколишнє населення. Це було пов'язано з тим, що право на особистий герб у феодальній Західній Європі забезпечувалося землеволодінням та привілеєм носити особисту зброю.

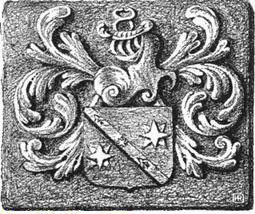
Герб родини Абрабанель (рід) (Абарбанель)

Першими хто перейняв геральдичну традицію стали заможні сефардські євреї Іспанії, які досягли значного економічного та соціального впливу. Наприклад, родина Абраванель перейняли геральдику зберігши єврейську символіку, яка відрізняла їхній герб від сусідніх.
Приблизно через 200 років кілька впливових єврейських родин у Франції перейняли геральдичну традицію офіційних печаток. Так, у першій половині XIV ст. Калонімос бар Тодрос Га-Насі, лідер єврейської громади в Нарбонні, використав здибленого лева в якості символізму свого походження від роду царя Давида. Таким чином, створюється прецедент Лева Юди як звичайного єврейського геральдичного знаку. 

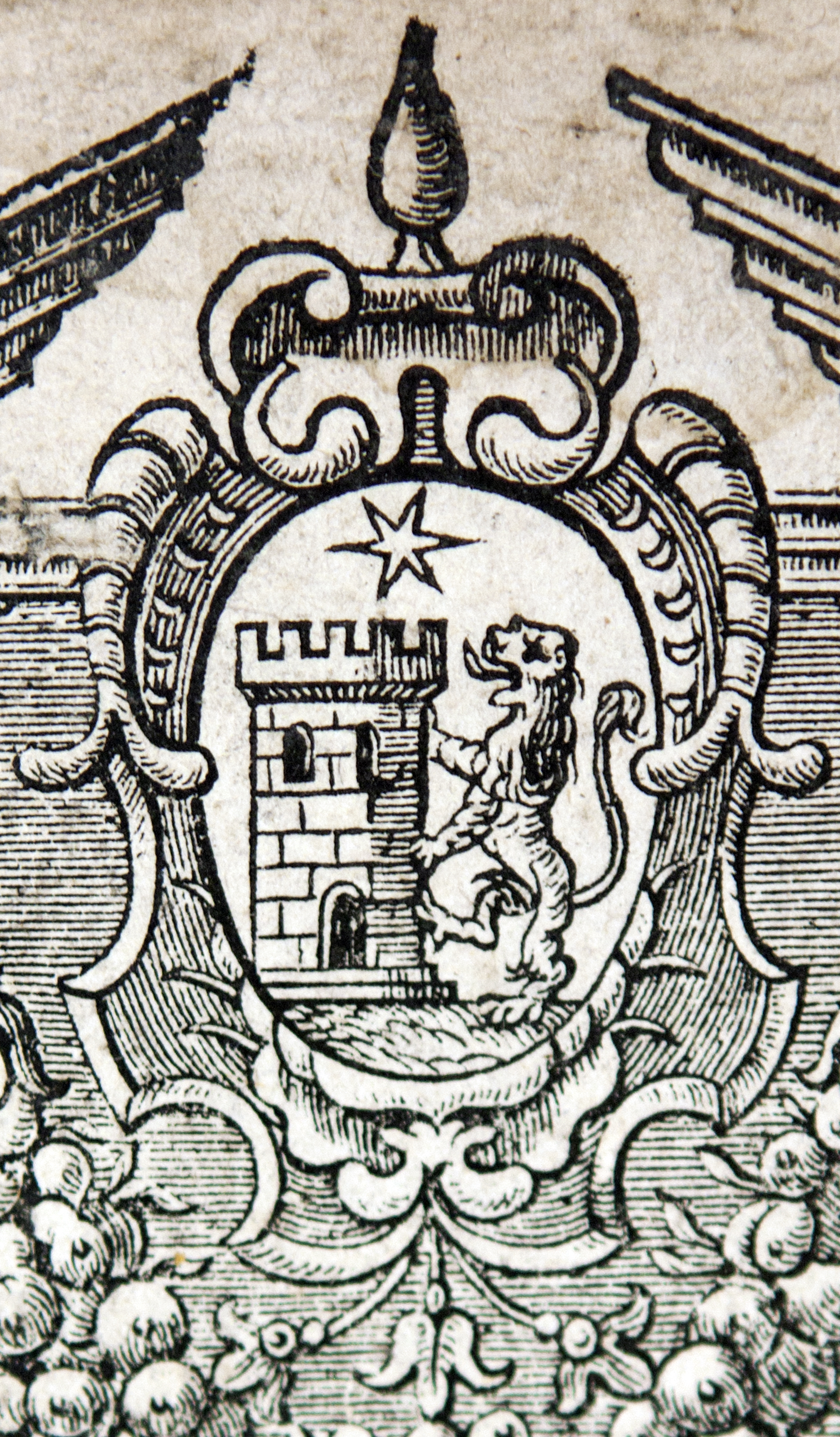
Герб (друкарський знак) Іммануїл Бенвеніст, Амстердам, 17-е століття

Тенденції до єврейської геральдики прискорились у XVI ст., особливо в Амстердамі та деяких регіонах Італії, де деякі євреї отримали кафедри в університетах Перуджи, Феррари, Болоньї у 1528 році та Риму у 1539 році, що в деяких випадках означало отримання особистого шляхетства. Один з болонських євреїв тоді навіть отримав від короля Карла V лицарське звання. На початку XVII ст. більшість заможних голландських євреїв отримали дрібні шляхетські титули і право носити зброю. Так, родина Бенвеніст, яка емігрувала в Амстердам отримала герб із зображенням Лева Юди, Зіркою Давида і 10 супутниками (кабалістичними символами 10 сфіротів). Першим євреєм Священної Римської імперії який отримав право носити зброю став Якоб Батшеб Шмілес, який у 1622 році отримав шляхетський титул і лицарське звання. 
В епоху Просвітництва декілька сотень єврейських родин стали частиною знаті, зокрема Ротшильди, Монтефіоре, Голдсмідів і Сасоонів, що отримали шляхетські титули в Англії. У часи Першої і Другої Алії більшість британських євреїв помістили на свої герби сіоністську символіку. Наприклад сер Мозес Монтефіоре зобразив на своєму гербі сіоністське дерево і дві Зірки Давида, а також прапори з написами на івриті «ירושלים» («Єрусалим»).

## Ізраїль
На гербі Ізраїлю зображена менора обрамлена гілкою оливи з обох боків і написом «ישראל» («Ізраїль»). Зображення менори використане на гербі засноване на зображенні на Арці Тита. Менора використовувалась у Єрусалимському храмі і з давніх часів була символом юдаїзму. Гілки оливи символізують мир. Цей символ відсилає до часів карбування монет у період Хасмонеїв.

герб Ізраїлю
емблема Єрусалиу
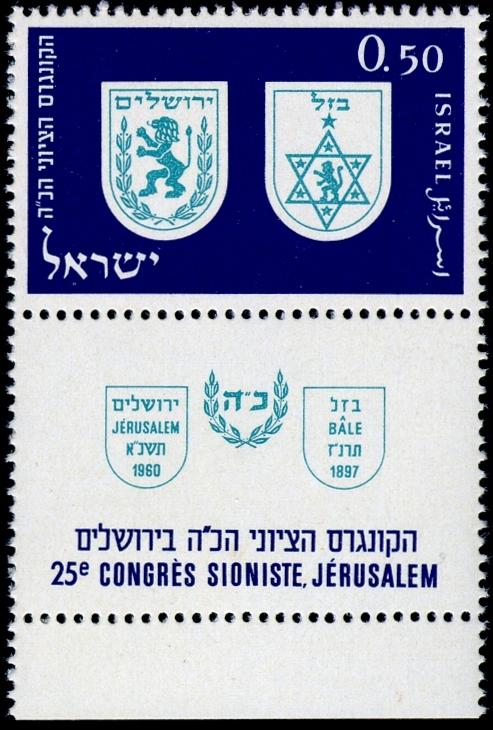
поштові марки Ізраїлю — 25-й Сіоністський конгрес
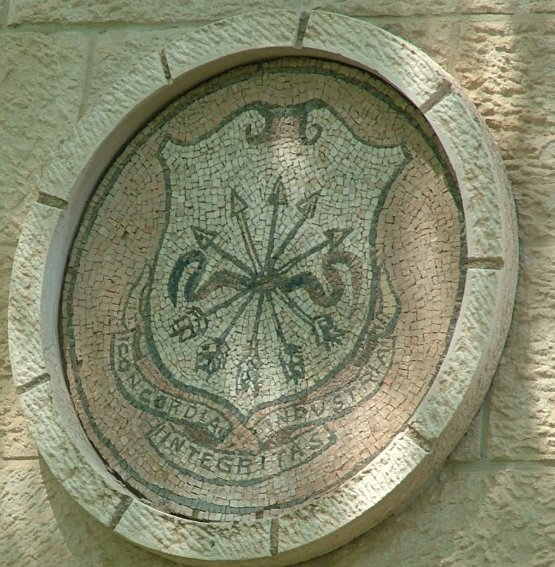
щит Бейт га-Шимшоні, Єрусалим